# Karate na Letnich Igrzyskach Olimpijskich 2020 – kumite powyżej 75 kg mężczyzn
Kumite - waga powyżej 75 kg mężczyzn było jedną z konkurencji rozgrywanych w ramach karate podczas Letnich Igrzysk Olimpijskich 2020. Zawody zostały rozegrane w hali Nippon Budōkan. Było to jedna z konkurencji debiutujących podczas igrzysk w Tokio.

## Terminarz
Wszystkie godziny są podane w czasie tokijskim (UTC+09:00),
| Data            | Godzina |                         |
| --------------- | ------- | ----------------------- |
| 7 sierpnia 2021 | 16:50   | Runda eliminacyjna      |
| 7 sierpnia 2021 | 19:37   | Półfinały               |
| 7 sierpnia 2021 | 20:05   | Pojedynek o złoty medal |

## Format
Zawodnicy zostali podzieleni na dwie grupy. W poszczególnych grupach rywalizowano system każdy z każdym. Dwóch najlepszych zawodników z każdej grupy awansowało do półfinałów. Zwycięzcy półfinałów walczyli o złoty medal, przegrani otrzymywali brązowe medale.

## Wyniki

### Eliminacje
Grupa A
| Zawodnik          | Kraj       | Walki | Wygrane | Remis | Przegrane | Punkty | Uwagi |
| ----------------- | ---------- | ----- | ------- | ----- | --------- | ------ | ----- |
| Ryutaro Araga     | Japonia    | 3     | 3       | 0     | 0         | 6      | SF    |
| Uğur Aktaş        | Turcja     | 3     | 2       | 0     | 1         | 4      | SF    |
| Gogita Arkania    | Gruzja     | 3     | 1       | 0     | 2         | 2      |       |
| Daniyar Yuldashev | Kazachstan | 3     | 0       | 0     | 3         | 0      |       |
| Jonathan Horne    | Niemcy     | 0     | 0       | 0     | 0         | 0      |       |

Grupa B
| Zawodnik         | Kraj              | Walki | Wygrane | Remis | Przegrane | Punkty | Uwagi |
| ---------------- | ----------------- | ----- | ------- | ----- | --------- | ------ | ----- |
| Sajad Ganjzadeh  | Iran              | 4     | 3       | 1     | 0         | 7      | SF    |
| Tareg Hamedi     | Arabia Saudyjska  | 4     | 2       | 1     | 1         | 5      | SF    |
| Ivan Kvesić      | Chorwacja         | 4     | 2       | 0     | 2         | 4      |       |
| Daniel Gaysinsky | Kanada            | 4     | 1       | 1     | 2         | 3      |       |
| Brian Irr        | Stany Zjednoczone | 4     | 0       | 1     | 3         | 1      |       |

### Finały
|  |          |                 |          |                 |   |       |              |       |
|  | Półfinał | Półfinał        | Półfinał |                 |   | Finał | Finał        | Finał |
|  | Półfinał | Półfinał        | Półfinał |                 |   | Finał | Finał        | Finał |
|  |          |                 |          |                 |   |       |              |       |
|  |          |                 |          |                 |   |       |              |       |
|  | A1       | Ryutaro Araga   | 0        |                 |   |       |              |       |
|  | A1       | Ryutaro Araga   | 0        |                 |   |       |              |       |
|  | B2       | Tareg Hamedi    | 2        |                 |   |       |              |       |
|  | B2       | Tareg Hamedi    | 2        |                 |   | B2    | Tareg Hamedi | 0     |
|  |          |                 |          |                 |   | B2    | Tareg Hamedi | 0     |
|  |          |                 | B1       | Sajad Ganjzadeh | 4 |       |              |       |
|  | B1       | Sajad Ganjzadeh | B1       | Sajad Ganjzadeh | 4 | 2     |              |       |
|  | B1       | Sajad Ganjzadeh |          |                 |   |       |              |       |
|  | A2       | Uğur Aktaş      | 0        |                 |   |       |              |       |
|  | A2       | Uğur Aktaş      | 0        |                 |   |       |              |       |
|  |          |                 |          |                 |   |       |              |       |